# Лунгина, Лилианна Зиновьевна
Лилиа́нна Зино́вьевна Лунгина́ (девичья фамилия Марко́вич; 16 июня 1920, Смоленск — 13 января 1998, Москва) — советский и российский филолог, переводчица художественной литературы.

## Биография
Дочь заместителя Луначарского, затем советского торгпреда в Берлине Зиновия Марковича и Марии Либерсон.
Детство провела в Германии, Палестине и Франции. В 1934 году вернулась с матерью в СССР к отцу.
Выпускница школы № 204 им. Горького. Поступила в ИФЛИ, который во время её учёбы был переведён в МГУ и присоединён к филологическому факультету, затем окончила аспирантуру ИМЛИ им. М. Горького (1952). Преподавала французский и немецкий языки.

### Переводческая деятельность
Согласно воспоминаниям самой Лунгиной (фильм Олега Дормана «Подстрочник»), работу по переводу с французского и немецкого, которые она знала с детства и преподавала, ей ни в одном издательстве не давали по причине её еврейского происхождения. Не помогли даже дружеские отношения с руководителем Зарубежной редакции Детгиза Борисом Грибановым, с которым они вместе учились. Он сказал Лунгиной (цитата по книге её воспоминаний): «Мне не разрешают давать переводы с французского евреям». Однако в институте Лунгина занималась скандинавскими языками и литературой, и это сослужило ей добрую службу — на этом поле конкурентов не было. По совету Грибанова она обратилась к шведской детской литературе, где и открыла для советского читателя книгу «Малыш и Карлсон, который живёт на крыше» Астрид Линдгрен. Советское издание повести (1957) вышло всего через два года после появления шведского оригинала (1955). Позже сама шведская писательница признавала, что благодаря таланту Лунгиной (переведшей ещё три книги Линдгрен: о Пеппи, Эмиле и Рони) её герои стали в Советском Союзе популярны и любимы, как нигде в мире.
Лунгина переводила с французского, немецкого, норвежского, датского и шведского языков. Её работы включают разные по времени и стилю произведения:
- сказки Астрид Линдгрен,
- пьесы Августа Стриндберга и Генрика Ибсена,
- рассказы Генриха Бёлля,
- философские сказки XVIII века,
- романы Бориса Виана и Эмиля Ажара,
- произведения Шиллера, Гамсуна, Германа Банга, Гауптмана, Фриша, Кюртиса, Колетт, А. Дюма и др.

В конце 1970-х — первой половине 1980-х годов вела семинар молодых переводчиков. Первым результатом работы семинара был перевод новелл Бориса Виана. В изданный сборник вошёл роман «Пена дней» в переводе самой руководительницы и десяток рассказов в переводах членов семинара.
В разные годы в семинаре принимали участие Мария Кан, Наталия Мавлевич, Ирина Волевич.
В 1990 году Лунгина написала на французском языке книгу «Московские сезоны», показывающую Западу Россию советских времён. В книге представлены образы знаменитых писателей, актёров, политиков, диссидентов, крестьянки Моти (служившей некоторое время в семье домработницей
и няней старшего сына) и просто случайных попутчиков в поезде. «Московские сезоны» были отмечены премией журнала Elle.
Умерла 13 января 1998 года. Похоронена на Новодевичьем кладбище.

## Семья
- Лунгин, Семён Львович (1920—1996) — муж,  советский и российский драматург, сценарист.
  - Лунгин, Евгений Семёнович (род. 1960) — сын, советский и российский сценарист и кинорежиссёр.
  - Лунгин, Павел Семёнович (род. 1949) — сын, советский и российский сценарист и кинорежиссёр, народный артист России, лауреат Каннского кинофестиваля.
- Фрумкин, Александр Наумович (1895—1976) — двоюродный дядя, советский физико-химик, основоположник электрохимической кинетики, создатель советской электрохимической школы.

## Память
В 2009 году публике был представлен документальный пятнадцатисерийный фильм-роман о жизни Лилианны Лунгиной «Подстрочник». Фильм сделан на основе воспоминаний Лунгиной режиссёром Олегом Дорманом и оператором Вадимом Юсовым.
Из-за позиции руководства центральных каналов российского телевидения фильм пролежал на полке 11 лет. В связи с этим, когда в 2010 году фильм был удостоен премии ТЭФИ-2010, Олег Дорман «не приехал на церемонию, отказавшись от ТЭФИ по моральным соображениям». Прибывший вместо него на церемонию вручения премии в Санкт-Петербург представитель Дормана зачитал письмо режиссёра, который, в частности, заявил:

«Среди членов Академии, её жюри, учредителей и так далее — люди, из-за которых наш фильм одиннадцать лет не мог попасть к зрителям. Люди, которые презирают публику и которые сделали телевидение главным фактором нравственной и общественной катастрофы, произошедшей за десять последних лет».— Олег Дорман, кинорежиссёр
Выразив благодарность Григорию Чхартишвили, Леониду Парфёнову, а также Олегу Добродееву и Сергею Шумакову, которые приняли на себя ответственность и пустили фильм в эфир в 2009 году, Дорман подчеркнул, что успех фильма — это прежде всего успех его героини, Лилианны Лунгиной. Критикуя тех руководителей СМИ, членов Академии, её жюри, учредителей, из-за которых фильм одиннадцать лет не мог попасть к зрителям, Дорман заключил:

«У них нет права давать награды „Подстрочнику“. Успех Лилианны Зиновьевны Лунгиной им не принадлежит».— Олег Дорман, кинорежиссёр